# Duván Vergara
Duván Andrés Vergara Hernández (Montería, 9 settembre 1996) è un calciatore colombiano, attaccante del Racing Club.

## Caratteristiche tecniche
È un centravanti.

## Carriera
Cresciuto nel settore giovanile dell'Envigado, ha esordito in prima squadra il 18 febbraio 2015 disputando l'incontro di Copa Colombia vinto 2-1 contro il Jaguares.
Il 24 gennaio 2019 è stato acquistato a titolo definitivo dal Rosario Central, con cui ha firmato un contratto di 3 anni e mezzo. Passato in prestito all'América de Cali nel luglio dello stesso anno, verrà poi riscattato dalla squadra colombiana per 1,25 milioni di euro.

## Statistiche
Statistiche aggiornate al 18 febbraio 2019.

### Presenze e reti nei club
| Stagione        | Squadra         | Campionato      | Campionato | Campionato | Coppe nazionali | Coppe nazionali | Coppe nazionali | Coppe continentali | Coppe continentali | Coppe continentali | Altre coppe | Altre coppe | Altre coppe | Totale | Totale | Totale |
| Stagione        | Squadra         | Comp            | Pres       | Reti       | Comp            | Pres            | Reti            | Comp               | Pres               | Reti               | Comp        | Pres        | Reti        | Pres   | Reti   |        |
| --------------- | --------------- | --------------- | ---------- | ---------- | --------------- | --------------- | --------------- | ------------------ | ------------------ | ------------------ | ----------- | ----------- | ----------- | ------ | ------ | ------ |
| 2015            | Envigado        | A               | 12         | 0          | CC              | 2               | 0               |                    | -                  | -                  |             | -           | -           | 14     | 0      |        |
| 2016            | Envigado        | A               | 30         | 6          | CC              | 2               | 0               |                    | -                  | -                  |             | -           | -           | 32     | 6      |        |
| 2017            | Envigado        | A               | 25         | 1          | CC              | 2               | 0               |                    | -                  | -                  |             | -           | -           | 27     | 1      |        |
| 2018            | Envigado        | A               | 33         | 6          | CC              | 3               | 1               |                    | -                  | -                  |             | -           | -           | 36     | 7      |        |
| 2018-2019       | Rosario Central | PD              | 1          | 0          | CA              | 0               | 0               |                    | -                  | -                  |             | -           | -           | 1      | 0      |        |
| Totale carriera | Totale carriera | Totale carriera | 101        | 13         |                 | 9               | 1               |                    | -                  | -                  |             | -           | -           | 110    | 14     |        |